# Proneomenia hawaiiensis
Proneomenia hawaiiensis is een Solenogastressoort uit de familie van de Proneomeniidae. De wetenschappelijke naam van de soort is voor het eerst geldig gepubliceerd in 1905 door Heath.